# Comuna Železniki
Železniki (Občina Železniki) este o comună din Slovenia, cu o populație de 6.811 locuitori (2002).

## Localități
Davča, Dolenja vas, Dražgoše, Golica, Kališe, Lajše, Martinj Vrh, Ojstri Vrh, Osojnik, Podlonk, Podporezen, Potok, Prtovč, Ravne, Rudno, Selca, Smoleva, Spodnja Sorica, Spodnje Danje, Studeno, Sv. Lenart, Topolje, Torka, Zabrdo, Zabrekve, Zala, Zali Log, Zgornja Sorica, Zgornje Danje, Železniki